# 황갈색올드필드쥐
황갈색올드필드쥐(Thomasomys cinnameus)는 비단털쥐과에 속하는 설치류이다. 에콰도르 남중부 지역과 콜롬비아 남부 사이의 안데스산맥 코르디예라 오리엔탈 산맥의 해발 2,400~3,800m에서 발견된다. 육상 서식지에서 생활하며, 운무림과 이끼 지역에서 발견된다. 이전에는 가는올드필드쥐의 아종으로 간주되기도 했다.